# Inauguratio
Inauguratio era una cerimònia que realitzaven els àugurs quan volien obtenir la sanció dels déus per alguna activitat que els homes volien fer. La paraula inauguratio és post-clàssica, però deriva del verb inaugurare (in- augurare) i s'utilitza habitualment.
La inauguratio era d'especial importància sota els reis de Roma, perquè aquest ritual confirmava l'acceptació per part dels déus d'una determinada persona que havia d'actuar d'intermediari entre el seu poble i les divinitats, i autoritzava el mandat del rei sobre els ciutadans. Era el mateix rei qui oficiava la cerimònia i demanava el senyal sobre la seva acceptació. L'àugur recitava la fórmula ritual de la consulta i es limitava a interpretar la resposta dels déus segons les tècniques del seu art. Quan l'Interrex nomenava un nou rei, es presentava al poble i el nou monarca prenia els auspicis per demanar l'aprovació divina del càrrec.
Sota la República s'anomenava un Rex sacrificiculus ('rei sacrificador' 'sacerdot') juntament amb els Flamines, en una sessió dels Comitia Calata i ho decidia el Col·legi de pontífexs, segons diu Marc Antisti Labeó en un text recollit per Aulus Gel·li. El Rex sacrificiculus no prenia els auspicis, i el pontífex màxim, ajudat pels àugurs els prenia al seu torn i promulgava la Inauguratio si així li semblava bé, encara que els àugurs haguessin dictaminat uns signes desfavorables. La Inauguratio dels pontífexs, dels àugurs, de les verges vestals, dels Salii, i en general de tots els sacerdots, no es feia davant de l'assemblea sinó al col·legi sacerdotal. Ciceró diu que un sacerdot acabat de nomenar podia decidir en quin dia s'havia de fer la inauguratio i quines preguntes havia de fer l'àugur encarregat de l'acte.
Durant la República els magistrats superiors rebien tots la inauguratio, i eren citats pels àugurs al Capitoli tres dies després de la seva elecció o designació. El ritus significava que els déus propiciaven la seva elecció, i els donava el dret d'obtenir auspicis, dret que podien utilitzar en cas d'extrema necessitat.
Un edifici només rebia el ritual de la inauguratio quan s'havia de destinar a algun ús per part del senat, o si es consagrava com a temple.